# Simurobi Gele'alo
Simurobi Gele'alo är ett distrikt i Etiopien. Det ligger i den centrala delen av landet, 190 km nordost om huvudstaden Addis Abeba.